# 防滑装置
防滑装置是铁路上的一個安全裝置，它在火車制动或加速时能防止车轮打滑。这类似于机动车上使用的防鎖死煞車系統（ABS）和牵引控制系统。防滑装置在铁路上出現濕滑狀況時的作用尤为重要。